# 奧蘭治 (紐約州)
奧蘭治（英語：Orange）是一個位於美國紐約州斯凱勒縣的鎮。

## 人口
根據2020年美國人口普查的數據，奧蘭治的面積為141.03平方千米，當中陸地面積為140.04平方千米，而水域面積為0.99平方千米。當地共有人口1408人，而人口密度為每平方千米10人。